# Thelecythara dominguezi
Thelecythara dominguezi é uma espécie de gastrópode do gênero Thelecythara, pertencente a família Pseudomelatomidae.